# 前57年
| 千纪： | 前1千纪 |
| 世纪： | 前2世纪 \| 前1世纪 \| 1世纪                                                                                |
| 年代： | 前80年代 \| 前70年代 \| 前60年代 \| 前50年代 \| 前40年代 \| 前30年代 \| 前20年代                           |
| 年份： | 前62年 \| 前61年 \| 前60年 \| 前59年 \| 前58年 \| 前57年 \| 前56年 \| 前55年 \| 前54年 \| 前53年 \| 前52年 |
| 纪年： | 西汉五凤元年                                                                                               |

## 大事记
- 匈奴
  - 呼揭王自立為呼揭單于，右奧鞮王自立為車犁單于，烏籍都尉亦自立為烏籍單于，是為五單于爭立時期。
- 羅馬共和国
  - 羅馬共和國和高盧貝爾蓋聯盟之間發生薩比斯戰役，羅馬勝利。
  - 尤里烏斯·凱撒帶領的羅馬共和國軍隊和一個貝爾蓋聯盟之間發生阿松娜戰役。
  - 凯撒征服比利时高卢。
  - 羅馬共和國試圖打通阿爾卑斯山脈的大聖伯納德山口，與賽杜尼人和維拉格里人爆發奧克托杜魯斯戰役。
- 朝鮮半島
  - 朴赫居世居西干建立新羅。
- 安息帝國
  - 弗拉特斯三世被其子米特里達梯四世及奥罗德斯二世所弒，不久後二人之間爆發內戰。

## 逝世
- 弗拉特斯三世，前69年至公元前57年的安息帝國王中之王。